# Осінні сни (фільм, 1987)
«Осінні сни» — радянський художній фільм режисера Ігоря Добролюбова, знятий у 1987 році за мотивами п'єси Олексія Дударова «Вечір».

## Сюжет
У білоруському селі Вешки залишилося тільки троє людей похилого віку. Добра Анна втратила на війні чоловіка і трьох дітей. Правда, залишився ще один син, але життя у нього не склалося — сидить у в'язниці. Від сварливого Микити діти давно втекли в місто. Працьовитий Василь теж давно живе один. Єдиний син лише зрідка шле батькові листи з далеких країв. У чоловіків на все на світі прямо протилежні точки зору. Тому вони постійно сваряться і лаються, а Анна тільки і встигає їх розбороняти…

## У ролях
- Сергій Плотников —  Василь
- Борис Новиков —  Микита
- Галина Макарова —  Анна
- Олександр Лабуш —  Андрій, брат Василя
- Олександр Тимошкин —  Вітька, син Анни

## Знімальна група
- Режисер — Ігор Добролюбов
- Сценарист — Олексій Дударєв
- Оператор — Григорій Масальський
- Композитор — Андрій Петров
- Художник — Євген Ганкін